# Miyoshi Umeki
Miyoshi Umeki, född 8 maj 1929 i Otaru, Hokkaido, Japan, död 28 augusti 2007 i Licking i Texas County, Missouri, USA, var en japansk skådespelare.
Miyoshis mest kända film är Sayonara från 1957. Hon fick som första, och hittills enda, asiatiska kvinna en Oscar för bästa kvinnliga biroll år 1958 för sina insatser i samma film. 
Hon är även känd för sin medverkan i den amerikanska TV-serien The Courtship of Eddie's Father, där hon spelade Mrs. Livingston mellan 1969 och 1972.

## Filmografi
- 1957 – Sayonara
- 1961 – Flower Drum Song